# Cave Bay
Die Cave Bay (englisch für Höhlenbucht) ist eine 500 m breite Bucht an der Westküste der Insel Heard zwischen der West Bay und der South West Bay. Die Bucht entstand infolge von Erosionen eines erloschenen Vulkankraters, dessen Nordflanke durch Mount Andrée gebildet wird.
Die Bucht taucht erstmals auf Kartenmaterial US-amerikanischer Robbenjäger aus der Zeit zwischen 1860 und 1870 auf. Eine detaillierte Kartierung erfolgte 1929 bei der British Australian and New Zealand Antarctic Research Expedition (1929–1931) unter der Leitung des australischen Polarforschers Douglas Mawson. Auch die deskriptive Benennung geht auf diese Forschungsreise zurück.